# Liriomyza hampsteadensis
Liriomyza hampsteadensis är en tvåvingeart som beskrevs av Spencer 1971. Liriomyza hampsteadensis ingår i släktet Liriomyza och familjen minerarflugor. Inga underarter finns listade i Catalogue of Life.